# Büchel (Thuringe)
Pour les articles homonymes, voir Büchel.
Büchel est une commune allemande de l'arrondissement de Sömmerda, Land de Thuringe.

## Géographie
Büchel se situe sur la rive droite de la Lossa, affluent de l'Unstrut.
| Riethgen   | Etzleben |                |
|            | Büchel   | Schillingstedt |
| Griefstedt |          |                |

Büchel se trouve sur la Bundesstraße 85.

## Histoire
Büchel est mentionné pour la première fois au IXe siècle dans un répertoire des biens de l'abbaye d'Hersfeld sous le nom de "Buchilide".